# Gremmeniella
Gremmeniella — рід грибів родини Godroniaceae. Назва вперше опублікована 1969 року.
Gremmeniella abietina — рослинний патоген, який викликає «рак склеродерриса» (англ. scleroderris canker).